# Eileen Gu
Eileen Feng Gu (3 de setembro de 2003), também conhecida por seu nome chinês Gu Ailing (em chinês:  谷爱凌), é uma esquiadora estilo livre nascida nos Estados Unidos, duas vezes medalhista de ouro olímpica e modelo. Ela compete pela China em eventos de halfpipe, slopestyle e big air desde 2019.
Aos 18 anos, Gu se tornou a mais jovem campeã olímpica do esqui estilo livre, depois de ganhar medalhas de ouro no big air e halfpipe e uma medalha de prata no slopestyle nos Jogos Olímpicos de Inverno de 2022, em Pequim. Ela é a primeira esquiadora freestyle a ganhar três medalhas em uma única Olimpíada de Inverno. Devido às tensões entre os EUA e a China e a um boicote diplomático entre os países, sua decisão de competir pela China chamou a atenção.

## Infância e educação
Gu nasceu em 3 de setembro de 2003, em São Francisco, Califórnia, Estados Unidos, de uma mãe imigrante chinesa, Yan Gu, e um pai americano. Sua mãe a criou estando solteira. Membro da equipe de patinação de velocidade em pista curta e treinadora de esqui, sua mãe frequentou a Universidade de Pequim para obter seus diplomas de graduação e mestrado em engenharia química. Ela se mudou da China para os Estados Unidos como estudante por volta dos vinte anos de idade, matriculando-se na Auburn University e na Rockefeller University. Enquanto frequentava a última, ela esquiava em Hunter Mountain, no estado de Nova York; sua paixão pelo esporte se aprofundou depois que ela se mudou para a área da baía de São Francisco, enquanto fazia MBA na Universidade de Stanford.
Quando Eileen Gu era jovem, sua mãe a matriculou em aulas de esqui em Lake Tahoe, supostamente para que sua filha pudesse acompanhá-la. Ela afirmou que sua mãe "acidentalmente criou uma esquiadora profissional". Gu foi criada por sua mãe e avó, e fala fluentemente mandarim e inglês.
Em 1 de março de 2021, Gu escreveu em sua página pessoal do Sina Weibo que havia sido reconhecida como candidata ao Programa de Bolsas Presidenciais dos EUA, como indicada em janeiro de 2021 pela San Francisco University High School. Ela não recebeu a bolsa de estudos, e se formou cedo na escola secundária. Em fevereiro de 2022, o Washington Post informou que Gu foi admitida na Universidade de Stanford, uma alma mater de sua mãe, e começaria os estudos após os Jogos Olímpicos de Inverno de 2022.

## Nacionalidade
Gu competiu pelos Estados Unidos na Copa do Mundo de Esqui Estilo Livre da FIS de 2018–19. Ela compete pela China desde junho de 2019, depois de solicitar uma mudança de nação com a Federação Internacional de Esqui. Seu objetivo era competir pela China nos Jogos Olímpicos de Inverno de 2022. Ela anunciou a mudança no Instagram, afirmando que através do esqui espera "ajudar a inspirar milhões de jovens" na China e "unir as pessoas, promover o entendimento comum, criar comunicação e forjar amizades entre as nações".
Gu se recusou a divulgar sua cidadania. A lei de nacionalidade chinesa não reconhece a dupla cidadania, e o Consulado Geral da China em Nova York disse à BBC que Gu teria que ter se naturalizado ou obtido o status de residência permanente na China para competir por sua equipe. O Comitê Olímpico Internacional confirmou que o Comitê Olímpico Chinês havia apresentado a eles uma cópia de seu passaporte chinês como prova da nacionalidade chinesa, adquirida em 2019. Não há evidências de que ela tenha desistido da cidadania americana, e há algumas evidências de que não o fez. Em entrevistas, Gu disse: "Ninguém pode negar que sou americana, ninguém pode negar que sou chinesa" e "Quando estou nos EUA, sou americana, mas quando estou na China, sou chinesa."

## Carreira

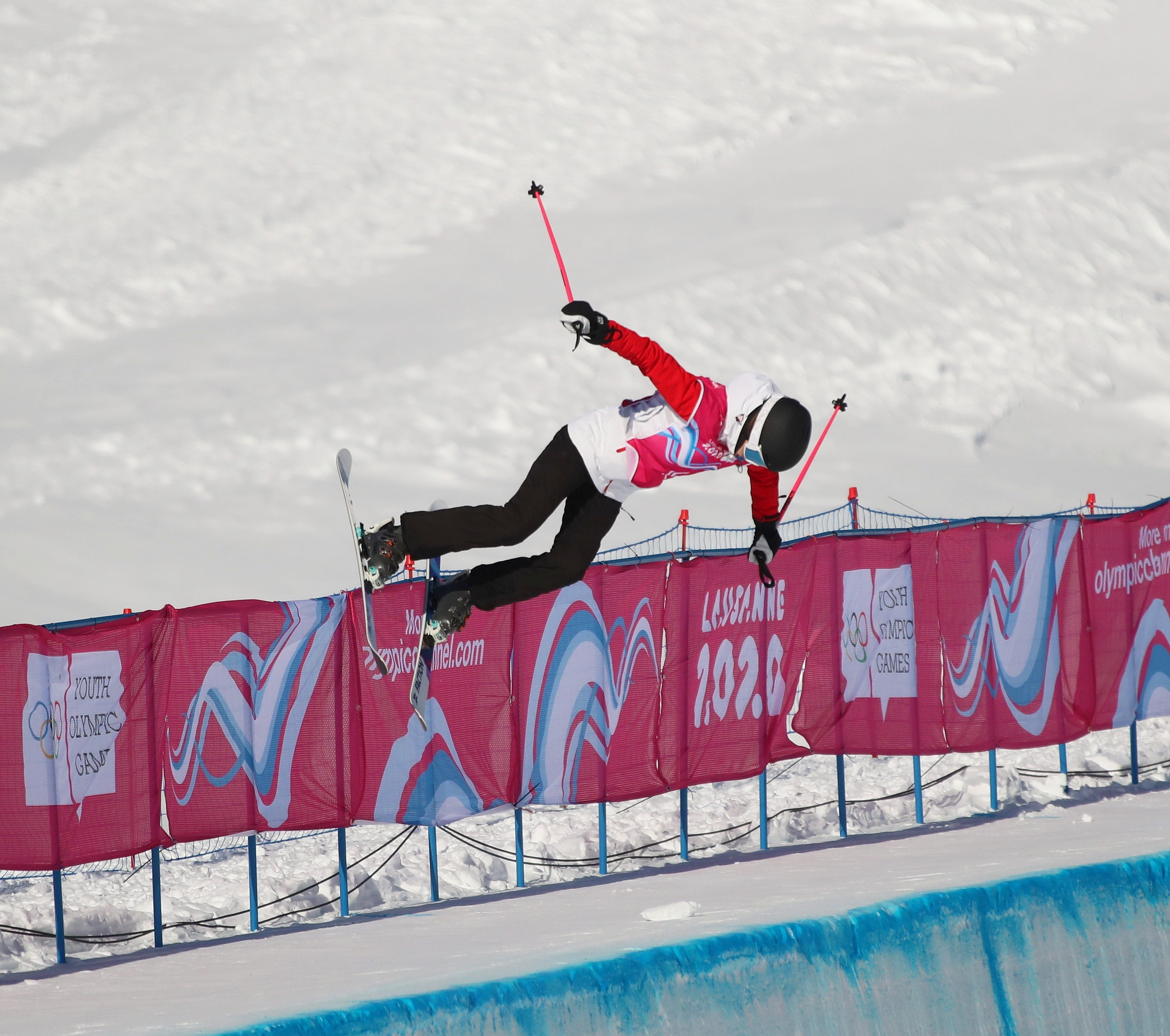
Sua segunda corrida no Freeski Halfpipe Qualification Feminino nos Jogos Olímpicos de Inverno da Juventude de 2020

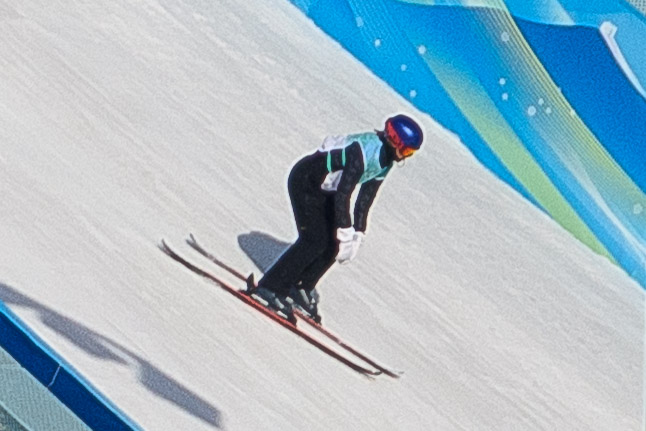
Sua primeira corrida no Women's Freeski Big Air Qualification, Jogos Olímpicos de 2022

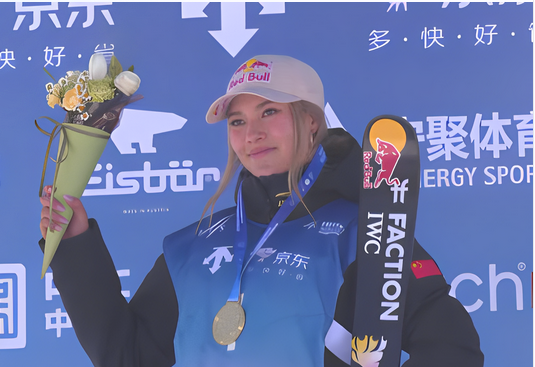
Gu em 2023

Em 2021, Gu se tornou a primeira mulher a pousar uma rolha dupla dianteira 1440.

### X Games
Nos X Games de Inverno de 2021, Gu conquistou uma medalha de bronze no Big Air e duas medalhas de ouro no SuperPipe e Slopestyle, tornando-se a primeira estreante a ganhar uma medalha de ouro no SuperPipe de Esqui Feminino, a primeira estreante a medalhar em três eventos e a primeira atleta representando a China a ganhar uma medalha de ouro nos X Games.

### Campeonatos Mundiais
Gu competiu no Campeonato Mundial de Esqui Estilo Livre de 2021, conquistando duas medalhas de ouro no Halfpipe e no Slopestyle, e uma medalha de bronze no Big Air. Ela competiu sem bastões pela primeira vez, devido a uma mão quebrada, tendo fraturado um dedo e rompido o ligamento cruzado anterior do polegar.

### Jogos Olímpicos de Inverno de 2022
Nos Jogos Olímpicos de Inverno de 2022, Gu se tornou a mais jovem medalhista de ouro no esqui estilo livre, vencendo o evento de big air. Ela foi bem-sucedida em sua primeira tentativa para fazer uma dupla rolha 1620, manobra que ela nunca havia realizado em competições. Foi a segunda mulher a executar o truque, e a primeira a conseguir um 1620 virado à esquerda; depois que Tess Ledeux havia completado com sucesso uma dupla rolha 1620 em 21 de janeiro de 2022 nos X Games em Aspen, Colorado, o que faria novamente em sua primeira corrida na final do big air nos Jogos Olímpicos de Inverno de 2022.
Gu ganhou a medalha de prata no evento slopestyle. Ela ganhou uma segunda medalha de ouro na competição de halfpipe feminina, tornando-se a primeira competidora do esqui estilo livre a ganhar três medalhas em uma Olimpíada de Inverno.

### Resultados da Copa do Mundo
Gu terminou a temporada 2021-2022 da Copa do Mundo com um resultado perfeito no halfpipe feminino, vencendo um globo de cristal e se tornando a primeiro esquiadora estilo livre a vencer quatro competições consecutivas da Copa do Mundo.
Todos os resultados são provenientes da Federação Internacional de Esqui.
- 8 vitórias: 5 no Halfpipe, 2 no Slopestyle, 1 no Big Air
- 12 pódios: 6 no Halfpipe, 5 no Slopestyle, 1 no Big Air

| Representando  | Temporada | Data                    | Localização                       | Disciplina | Lugar |
| -------------- | --------- | ----------------------- | --------------------------------- | ---------- | ----- |
| Estados Unidos | 2018–2019 | 12 de janeiro de 2019   | Font Romeu, França                | Slopestyle | 2.º   |
| Estados Unidos | 2018–2019 | 27 de janeiro de 2019   | Seiser Alm, Itália                | Slopestyle | 1.º   |
| China          | 2019–2020 | 7 de setembro de 2019   | Cardrona, Nova Zelândia           | Halfpipe   | 2.º   |
| China          | 2019–2020 | 14 de fevereiro de 2020 | Calgary, Canadá                   | Halfpipe   | 1.º   |
| China          | 2019–2020 | 15 de fevereiro de 2020 | Calgary, Canadá                   | Slopestyle | 1.º   |
| China          | 2020–2021 | 21 de novembro de 2020  | Stubai, Áustria                   | Slopestyle | 3.º   |
| China          | 2021–2022 | 4 de dezembro de 2021   | Steamboat Springs, Estados Unidos | Big Air    | 1.º   |
| China          | 2021–2022 | 10 de dezembro de 2021  | Copper Mountain, Estados Unidos   | Halfpipe   | 1.º   |
| China          | 2021–2022 | 30 de dezembro de 2021  | Calgary, Canadá                   | Halfpipe   | 1.º   |
| China          | 2021–2022 | 1 de janeiro de 2022    | Calgary, Canadá                   | Halfpipe   | 1.º   |
| China          | 2021–2022 | 8 de janeiro de 2022    | Mammoth Mountain, Estados Unidos  | Halfpipe   | 1.º   |
| China          | 2021–2022 | 9 de janeiro de 2022    | Mammoth Mountain, Estados Unidos  | Slopestyle | 2.º   |

## Modelagem e publicidade
Gu é uma modelo, e é representada pela IMG Models. Ela apareceu em várias capas de revistas, incluindo as edições chinesas da Elle, GQ, Marie Claire e Vogue. Em fevereiro de 2022, Gu havia sido destaque em campanhas para Fendi, Gucci, IWC Schaffhausen, Tiffany & Co. e Louis Vuitton.
O status de Gu como uma das principais estrelas do esporte na China lhe rendeu mais de trinta milhões de dólares em patrocínios e contratos de publicidade.

## Vida pessoal
Gu foi criada por sua mãe e avós maternos, e fala fluentemente mandarim e inglês. Ela toca piano como hobby.
Durante os Jogos Olímpicos de Verão de 2024, Gu e Léon Marchand foram filmados a dançar e próximos um do outro numa discoteca. O vídeo tornou-se viral nas redes sociais.

### Crenças políticas
Durante a pandemia de COVID-19 nos Estados Unidos, Gu se manifestou contra o racismo anti-asiático após os tiroteios nos spas de Atlanta em 2021 e o assassinato de Vicha Ratanapakdee. Ela descreveu sua própria experiência com o racismo anti-asiático, tendo ouvido um homem gritar obscenidades sobre "asiáticos infectando os Estados Unidos" com COVID-19 para ela e sua avó em uma loja. Gu também apoia o movimento Black Lives Matter. No entanto, ela se recusou a comentar tópicos políticos envolvendo a China, principalmente sobre o histórico de direitos humanos do país. O agente de Gu, Tom Yaps, disse ao The Economist que a mãe de Gu, Yan Gu, temia que "se [Eileen] participar de um artigo que tenha dois parágrafos críticos da China e dos direitos humanos, isso a colocaria em perigo por lá. Uma coisa e a carreira está arruinada."